# Chetumal International Airport
Chetumal International Airport är en flygplats i Mexiko.   Den ligger i kommunen Othón P. Blanco och delstaten Quintana Roo, i den östra delen av landet, 1 100 km öster om huvudstaden Mexico City. Chetumal International Airport ligger 11 meter över havet.
Terrängen runt Chetumal International Airport är mycket platt. Havet är nära Chetumal International Airport åt sydost.  Närmaste större samhälle är Chetumal, 2,6 km öster om Chetumal International Airport. 